# Libre de regalías
Libre de regalías, libre de royaltis o por su expresión en inglés se refiere al derecho de usar un material con copyright o de propiedad intelectual sin la necesidad de pagar regalías.

## Estándares en ordenadores
La mayoría de los estándares en la industria informática, especialmente aquellos que han sido desarrollados y aceptados por consorcios industriales o compañías individuales, implican el pago de royalties para el uso de esos estándares. Estas regalías son generalmente cargadas por producto base, de tal forma que el fabricante tiene que pagar una pequeña tasa fija por cada dispositivo vendido. Con millones de dispositivos vendidos cada año, las regalías pueden suponer una suma de varios millones de dólares, lo cual puede ser una carga importante para el fabricante. Ejemplos de estos estándares basados en regalías incluyen el IEEE 1394, HDMI y H.264/MPEG-4 AVC.
Estandáres libre de royalties no incluyen ninguna tasa por dispositivo ni por volumen vendido o pagos anuales por la implementación del estándar, aunque el texto que describe las especificaciones está generalmente protegido y deba ser adquirido del organismo de estandarización. Ejemplos de este tipo serían el DisplayPort, VGA, VP8, Matroska y USB 3.0

## Fotografía e ilustraciones
En la industria de la fotografía y la ilustración, el término se refiere a la licencia de derecho de autor donde el usuario adquiere el derecho para utilizar una obra visual sin ninguna restricción basada en el pago de una tasa única al licenciador. El usuario puede, de esta forma, usar la obra en múltiples proyectos sin tener que solicitar licencias adicionales. Las licencias libres de regalías no poseen exclusividad, por lo que están disponibles para el público en general. En cuanto a la fotografía de stock, el modelo libre de regalías es una de las licencias más comunes, a diferencia de la licencia de derechos gestionados o los modelos de negocio basados en suscripciones o de fotografía en microstock. Asimismo, un periodo de uso gratuito otorgado por el licenciador no tiene relación con la protección de los derechos de autor.